# Jarosław Chwastek
Jarosław Chwastek (ur. 3 czerwca 1975 w Sławnie) – polski piłkarz występujący na pozycji obrońcy. Wychowanek Gryfa Polanów, w swojej karierze reprezentował barwy m.in. Lechii Gdańsk, Pogoni Szczecin i Widzewa Łódź. Ma na swoim koncie 55 występów w najwyższej klasie rozgrywkowej, podczas których zdobył 2 bramki. Zawodnik występował także w rozgrywkach piłki nożnej plażowej.